# Nikaia (Tochter des Antipatros)
Nikaia (altgriechisch Νίκαια Níkaia; † vor 302 v. Chr.) war eine Tochter des makedonischen Regenten Antipatros und nacheinander verheiratet mit den Diadochen Perdikkas († 320 v. Chr.) und Lysimachos († 281 v. Chr.).
Unter dem Geleit ihres Bruders Iolaos wurde Nikaia im Jahr 321 v. Chr. nach Kleinasien gebracht, wo sie den Regenten des Alexanderreichs, Perdikkas, heiraten sollte. Dieses Eheprojekt war von Perdikkas selbst gewünscht, da er sich damit in ein gutes Einvernehmen mit Antipater, welcher der Statthalter Makedoniens gewesen war, setzten wollte. Aber zeitgleich erschien in Kleinasien auch die Schwester Alexanders des Großen, Prinzessin Kleopatra, die sich ihrerseits dem Regenten zur Ehe anbot. Sein Gefolgsmann Eumenes favorisierte sogleich auch diese Alternative, aber Perdikkas’ Bruder Alketas riet ihm zur Ehe mit Nikaia. Letztlich entschied sich Perdikkas dann doch für die „königliche Braut“ und verstieß dafür Nikaia, was zum Bruch zwischen ihm und Antipater und damit zum Ausbruch des ersten Diadochenkriegs beitrug.
Danach wird von Nikaia nichts mehr direkt berichtet, durch Strabon ist allerdings noch ihre Ehe mit Lysimachos belegt, dem Herrscher von Thrakien. Diesem wurde sie wahrscheinlich von ihrem Vater noch vor dessen Tod im Herbst 319 v. Chr. zur Frau gegeben, er und ihr Bruder Kassander waren darauf engste Verbündete im Kampf gegen Antigonos Monophthalmos. Nikaia dürfte vor dem Jahr 302 v. Chr. verstorben sein, da Lysimachos in jenem Jahr Amastris als zweite Frau heiratete. Er gedachte ihr allerdings durch die Neugründung des nach der Schlacht von Ipsos 301 v. Chr. eroberten Antigoneia in Bithynien am Askanios-See, das er nach ihren Namen umbenannte (heute das türkische İznik).
Ihre Kinder aus der Ehe mit Lysimachos waren:
- Agathokles († 283/282 v. Chr.)
- Arsinoë I. († 279 v. Chr.), erste Ehefrau von König Ptolemaios II. von Ägypten
- Eurydike († um 287 v. Chr.), verheiratet mit König Antipatros I. von Makedonien